# Ivan Pavlovič Bratuchin
Ivan Pavlovič Bratuchin (rusky Иван Павлович Братухин, 12.jul./25.greg. února 1903, Jaščery (rusky Ящеры) v nynější Kirovské oblasti – 4. června 1985) byl hlavní konstruktér sovětské konstrukční kanceláře OKB-3, která se zabývala konstrukcí vrtulníků nesoucích jeho jméno Bratuchin.

## Životopis
Ivan Pavlovič Bratuchin se narodil v roce 1903 ve vsi Jaščery (nynější Kirovská oblast) v Rusku, jeho otec se jmenoval Pavel Michajlovič Bratuchin. V roce 1926 nastoupil na Moskevskou státní technickou univerzitu a studoval zde do roku 1930 pod vedením Borise Nikolajeviče Jurjeva, ruského leteckého průkopníka (zajímal se o letadla s rotující nosnou plochou). Byl na tříměsíční stáži v Německu, Itálii a Francii, pomáhal ve vrtulníkové skupině experimentálního aerodynamického oddílu CAGI (ЭАО ЦАГИ) vedeného B. N. Jurjevem.
Účastnil se pod vedením Alexeje Michajloviče Čerjomuchina a A. M. Izaksona výstavby prvního sovětského vrtulníku CAGI 1-EA. Bratuchin pak navrhl vrtulník CAGI 11-EA.
V lednu 1940 bylo na návrh B. N. Jurjeva založeno konstrukční oddělení Moskevského leteckého institutu (MAI) známé jako OKB-3, které se specializovalo na stavbu helikoptér. V březnu 1940 oddělení převzal po Jurjevovi Ivan Pavlovič Bratuchin a vedl jej až do roku 1951, kdy bylo zrušeno. Navrhl stroje 2MG Omega, Omega II, G-3, G-4, B-5, B-9, B-10. Vrtulník Bratuchin B-11 byl posledním strojem z OKB-3.
V roce 1954 se stal I. P. Bratuchin profesorem a v roce 1962 doktorem technických věd. Za své zásluhy byl odměněn mj. Leninovým řádem.